# Akranesvöllur
Akranesvöllur – stadion multidyscyplinowy w Akranes w Islandii, na którym swoje mecze ligowe gra sekcja piłkarska miejscowego klubu ÍA. Stadion został otwarty w 1935 roku. Pojemność stadionu wynosi 5524 miejsca, w tym 1024 miejsca siedzące.